# Tarnoruda, Pidvolociîsk
Tarnoruda (în ucraineană Тарноруда) este un sat în comuna Turivka din raionul Pidvolociîsk, regiunea Ternopil, Ucraina.

## Demografie
Componența lingvistică a localității Tarnoruda
     Ucraineană (100%)
Conform recensământului din 2001, toată populația localității Tarnoruda era vorbitoare de ucraineană (100%).